# جيمي ببكر
جيمي ببكر (بالإنجليزية: Jimmy Baker)‏ (5 مايو 1904 في المملكة المتحدة - 1979 في المملكة المتحدة) هو لاعب كرة قدم ويلزي في مركز نصف الجناح. لعب مع كوفنتري سيتي وكولتشستر يونايتد ونادي بريستول سيتي ووولفرهامبتون واندررز وLovell's Athletic F.C. ‏.